# Tritonia parvula
Tritonia parvula är en irisväxtart som beskrevs av Nicholas Edward Brown. Tritonia parvula ingår i släktet Tritonia och familjen irisväxter. Inga underarter finns listade i Catalogue of Life.